# Nashik
Nashik (eller Nasik) är en stad i den indiska delstaten Maharashtra och är den administrativa huvudorten för distriktet Nashik. Folkmängden uppgick till cirka 1,5 miljoner invånare vid folkräkningen 2011. Storstadsområdet (inklusive Bhagur, Deolali och Eklahare) beräknades ha cirka 1 950 000 invånare 2018.
Staden ligger längs floden Godavari och är en av vallfärdsorterna för Kumbh Mela. Hinduer anser stränderna i Nashik vara heliga och att man genom att där bada i floden tvättar av sig sina synder. Flera tusen hinduiska pilgrimer badar dagligen i floden.